# Beloniformes
Ordre
Les Béloniformes (Beloniformes) sont un ordre de poissons actinoptérygiens parmi lesquels se trouvent les poissons volants.

## Taxinomie et caractéristiques
Originellement, les deux sous-ordres des Adrianichthyoidei et des Belonoidei faisaient partie de l’ordre des Cyprinodontiformes, mais diverses caractéristiques (parmi lesquelles l'absence d'interhyal, ce qui résulte en une mâchoire supérieure fixe ou non-protrusible) tendent à indiquer une origine monophylétique les distinguant des autres familles de ce groupe.
Beloniforme vient du mot grec « belone », qui signifie aiguille. La plupart des espèces de cet ordre ont un corps fuselé et argenté. Certaines vivent en eaux douces ou saumâtres. L’ordre des Béloniformes contient les poissons-volants. 

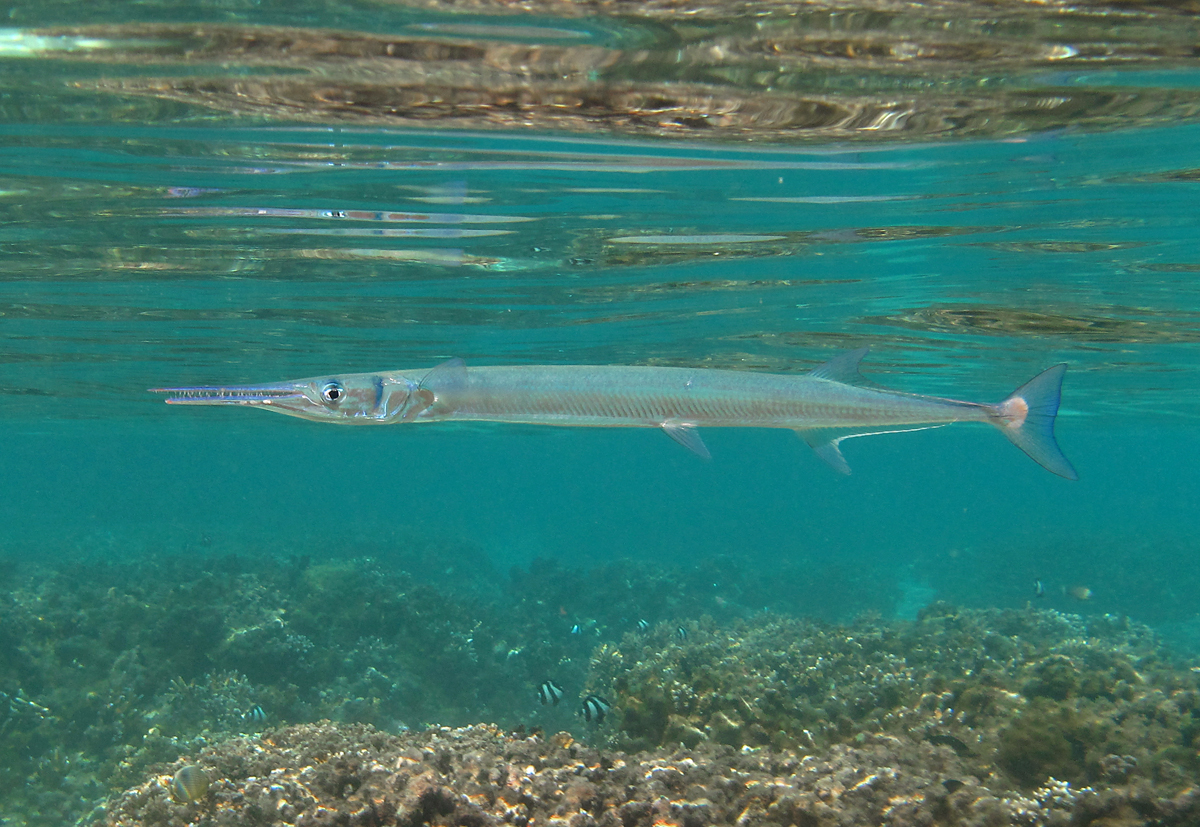
Une aiguille crocodile (Tylosurus crocodilus crocodilus)
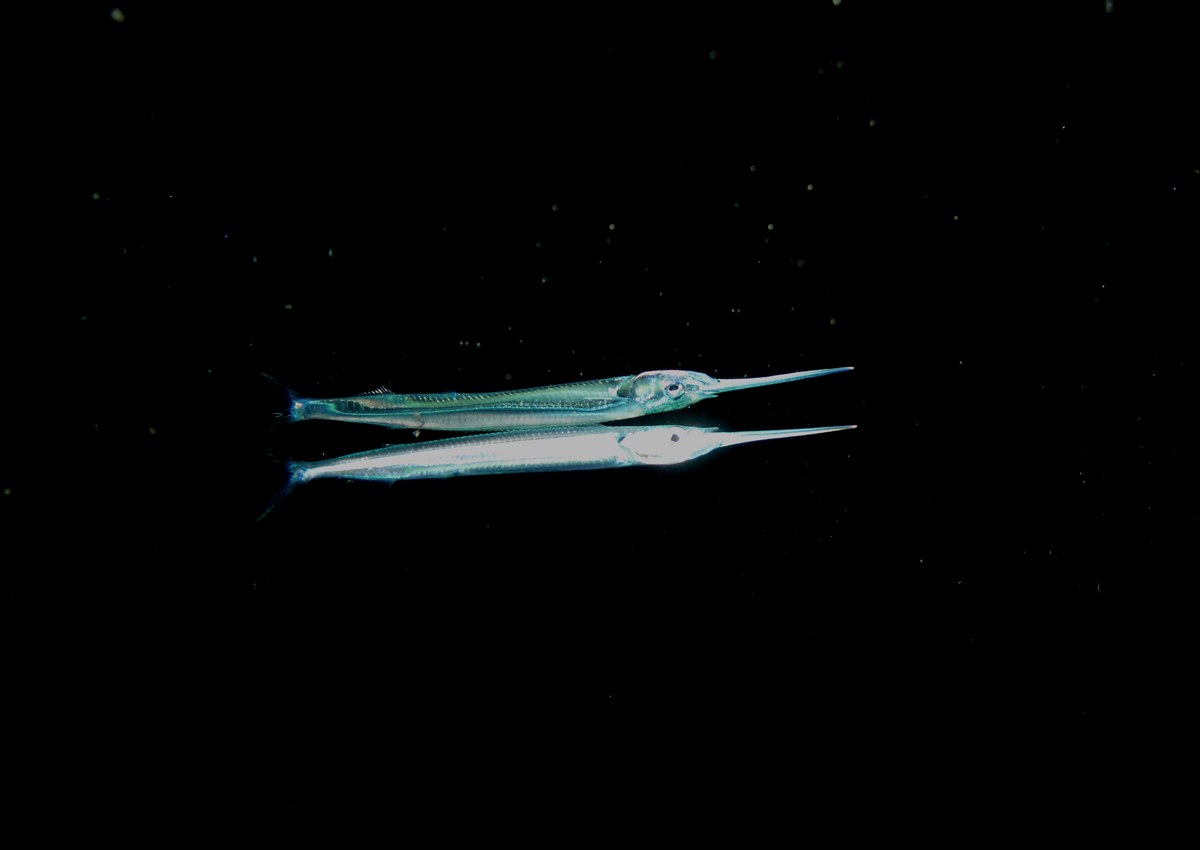
Un demi-bec (Hemiramphus far) de nuit, avec son reflet.

## Liste des familles
Selon Catalogue of Life (10 juillet 2014), FishBase (10 juillet 2014) et World Register of Marine Species (10 juillet 2014) :
- famille des Adrianichthyidae Weber, 1913
- famille des Belonidae Bonaparte, 1835
- famille des Exocoetidae Risso, 1827
- famille des Hemiramphidae Gill, 1859
- famille des Scomberesocidae Bleeker, 1859
- famille des Zenarchopteridae

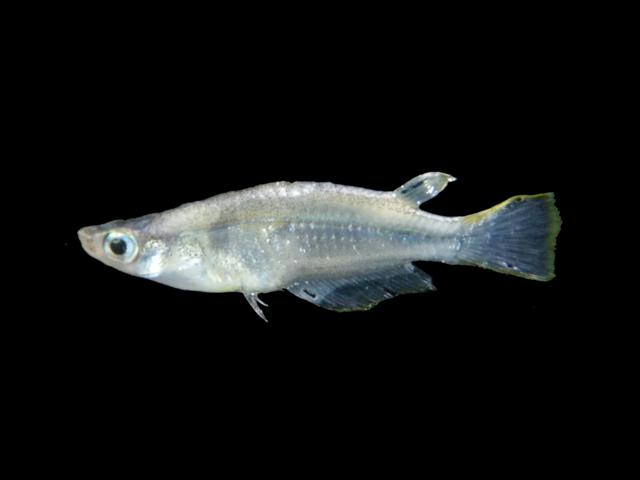
Oryzias javanicus (Adrianichthyidae)
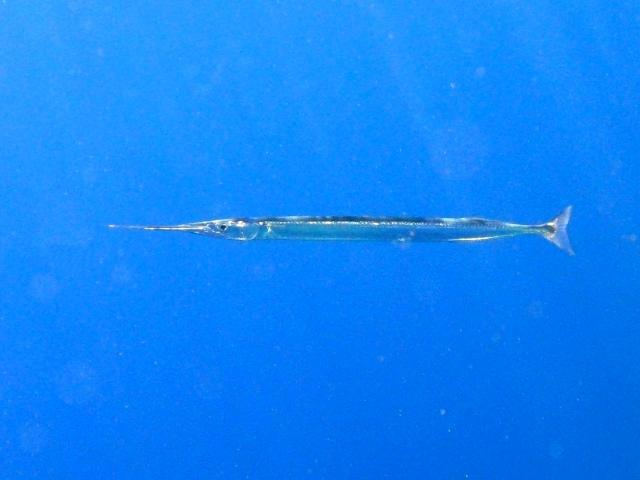
Belone belone (Belonidae)
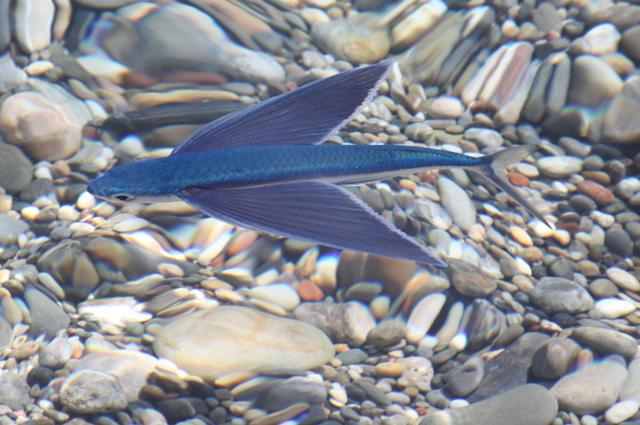
Exocoetus volitans (Exocoetidae)
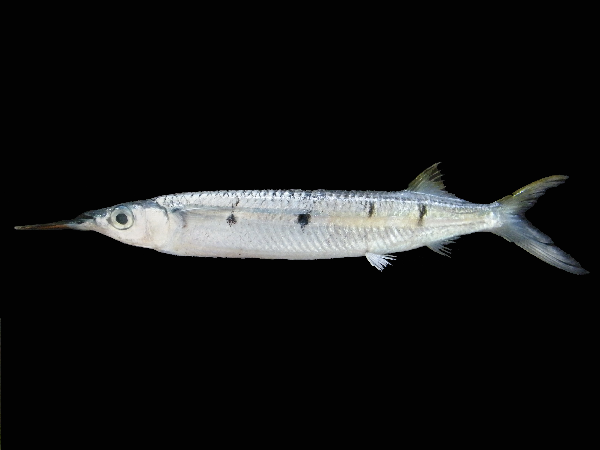
Hemiramphus far (Hemiramphidae)
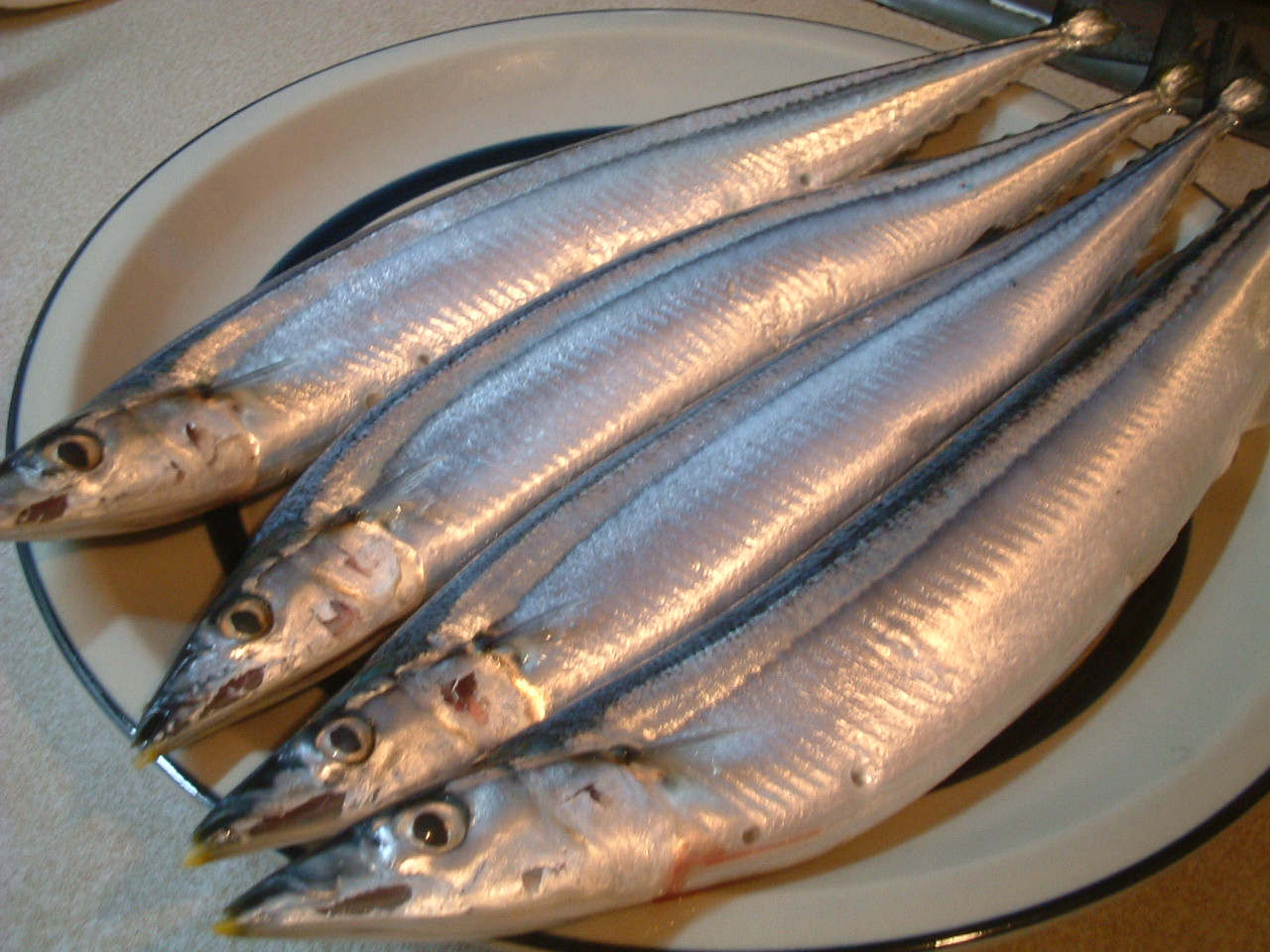
Cololabis saira (Scomberesocidae)
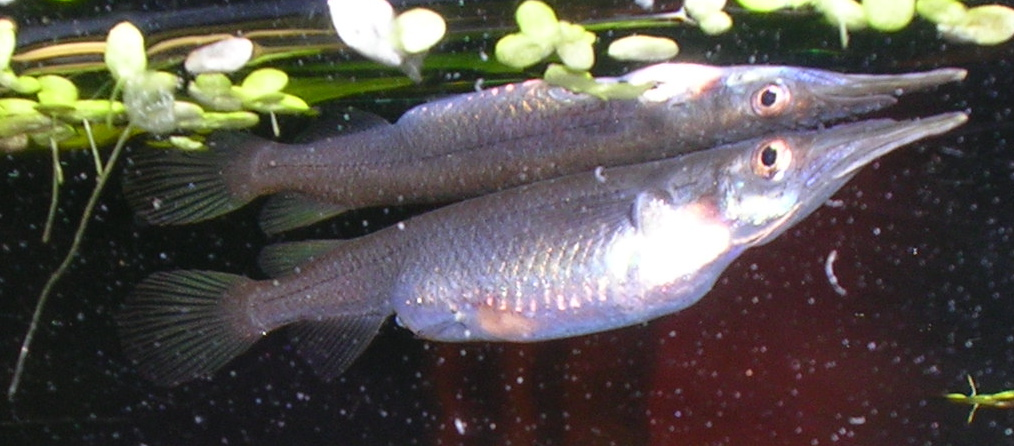
Dermogenys sumatrana (Zenarchopteridae)